# Núria Pastor Amorós
Núria Pastor Amorós (Barcelona, 2 de maig de 1966) és una atleta catalana especialitzada en curses de fons. Ha competit en diversos clubs d'atletisme, com el CA Sant Andreu, el CG Barcelonès, la Unió Deportiva Atlètica Gramenet, el Futbol Club Barcelona i el club New Balance. Va començar a participar en diverses curses populars. El 1992 es va proclamar campiona d'Espanya dels 10.000 metres. També ha estat campiona de Catalunya de 3.000 en els anys 1992 i 1993, de 5.000 en 1995 i 1996 i de 10.000 metres en 1994 i 1995, de camp a través en els anys 1992, 1993, 1995 i 1996, de 10 quilòmetres en ruta en 1994, de mitja marató en 1992 i de marató en 1995. També va assolir el títol català dels 3.000 m en pista coberta l'any 1992. L'any 1994 va guanyar el Campionat d'Espanya de cros amb la selecció catalana i el 1996 va disputar el Mundial d'aquesta especialitat amb la selecció espanyola. També va aconseguir diversos pòdiums en curses populars, com per exemple la Cursa de la Mercè, que ha guanyat en set ocasions, la Cursa d'El Corte Inglés, amb cinc victòries consecutives en els anys 1991, 1992, 1993, 1994 i 1995, o la Cursa de l'Ametlla de Merola.